# ومبلی، آلبرتا
ومبلی، آلبرتا (به انگلیسی: Wembley, Alberta) یک منطقهٔ مسکونی در کانادا است که در آلبرتا واقع شده‌است. ومبلی ۱٬۵۱۶ نفر جمعیت دارد و ۷۲۴ متر بالاتر از سطح دریا واقع شده‌است.